# Comunità politica europea
La Comunità politica europea (CPE) fu un progetto di integrazione europea sviluppato parallelamente alla Comunità europea di difesa negli anni cinquanta.

## Storia
Durante le trattative di Parigi sulla CED, iniziate il 15 febbraio 1951, De Gasperi, anche grazie alla pressione di Altiero Spinelli e del Movimento Federalista Europeo sul governo italiano, riuscì a far inserire nella bozza del trattato un articolo con impegni e scadenze precise "per garantire lo sbocco federativo" dell'iniziativa. La Comunità europea di Difesa fu quindi dotata di un'Assemblea con veste di "precostituente europea" con il compito di preparare entro sei mesi la trasformazione di CED e CECA in un unico organismo federale europeo, basato sulla divisione dei poteri.
il 10 settembre i ministri degli esteri dei sei paesi decisero (sulla base dell'art. 38 del trattato CED) di incaricare un'assemblea ad hoc (l'assemblea allargata della CECA) di elaborare lo statuto della Comunità Politica Europea, cioè dell'organismo politico incaricato di controllare l'esercito europeo. Si trattava dell'assemblea di cui era divenuto presidente Paul Henri Spaak, che aveva da poco abbandonato la carica di presidente dell'Assemblea consultiva del Consiglio d'Europa.
Il 10 marzo 1953 l'Assemblea concluse i suoi lavori approvando il progetto di trattato costitutivo della Comunità politica europea che prevedeva la formazione di istituzioni sovranazionali come il Consiglio esecutivo europeo, il Parlamento (bicamerale con una camera eletta a suffragio universale diretto), la Corte di giustizia ed il Consiglio economico e sociale. Le competenze della Comunità avrebbero riguardato la politica estera, l'applicazione del trattato CED e la progressiva realizzazione di un mercato comune.

## Esito
Il progetto di Costituzione finirà lettera morta dopo la mancata ratifica della CED da parte dell'Assemblea nazionale francese del 30 agosto 1954.
A distanza di circa un anno dall’esito fallimentare della Ced e della Cpe, il deputato democristiano italiano Fiorentino Sullo scriveva sul periodico del partito che i progetti di unità economica dell’Europa non avevano la capacità di «sedurre» le masse.